# Эктаваткул, Кессарин
Кетсарин Эктаваткун (тайск. เกศริน เอกธวัชกุล; известна также под сценическим псевдонимом Нуи (тайск. นุ้ย);
31 августа 1981 года) — таиландская актриса. Бывшая чемпионка Таиланда по тхэквондо и актриса. Сыграла главные роли в ряде боевиков отечественного производства.

## Избранная фильмография
- Рождённый сражаться (2004)

## Награды
- 2011: 6-е место в списке TOP 100 самых сексуальных женщин Таиланда по версии тайского издания журнала FHM[3]